# This Is My Truth Tell Me Yours
This Is My Truth Tell Me Yours (рус. «Это моя правда, расскажите мне вашу») — пятый студийный альбом уэльской группы Manic Street Preachers, был выпущен в сентябре 1998 года на лейбле Epic Records, и в следующем году в США на Virgin Records. Альбом дебютировал на первом месте UK Albums Chart и находился там на протяжении 3 недель.
Название альбома — это цитата, взятая из речи одного из левых лидеров британских лейбористов — политика Эньюрина Бивена. Обложка альбома была снята в Black Rock Sands около Портмадога.
This Is My Truth Tell Me Yours был первым альбом группы, где использовались тексты Ники Уайра, однако музыка была сочинена Джеймсом Дином Брэдфилдом и Шоном Муром.
Диск победил в номинации Лучший Британский Альбом в 1999 году на Brit Awards.

## Список композиций
1. «The Everlasting» — 6:09
2. «If You Tolerate This Your Children Will Be Next» — 4:50
3. «You Stole the Sun from My Heart» — 4:20
4. «Ready for Drowning» — 4:32
5. «Tsunami» — 3:51
6. «My Little Empire» — 4:09
7. «I’m Not Working» — 5:51
8. «You’re Tender and You’re Tired» — 4:37
9. «Born a Girl» — 4:12
10. «Be Natural» — 5:12
11. «Black Dog on My Shoulder» — 4:48
12. «Nobody Loved You» — 4:44
13. «S.Y.M.M.» — 5:57

## Чарты
Пластинка дебютировала на первом месте UK Albums Chart и была там на протяжении 3 недель.
Альбом был поддержан синглом «If You Tolerate This Your Children Will Be Next», также дебютировавшем на 1 месте в UK Singles Chart. Этот сингл был первым, достигнувшим такой вершины.